# Гвинея-Бисау на Играх исламской солидарности
Гвинея-Бисау принимает участие в Играх исламской солидарности, начиная с Игр 2005 года.
За все Игры спортивные делегации Гвинеи-Бисау завоевали всего 2 медали, из них 1 золотую, в медальном зачёте занимают 37-е место.

## Медальный зачёт
С учётом результатов Игр 2021 года.
| Игры           | Золото | Серебро | Бронза | Всего | Место |
| Мекка 2005     | 0      | 0       | 0      | 0     | —     |
| Палембанг 2013 | 0      | 0       | 0      | 0     | —     |
| Баку 2017      | 1      | 0       | 1      | 2     | —     |
| Конья 2021     | 0      | 0       | 1      | 1     | 26    |
| Всего          | 1      | 0       | 1      | 2     | 37    |